# Їжак (гурт)
«Їжа́к» — львівсько-філадельфійський рок-гурт, який творить українською та англійською мовами. Українські тексти базуються на віршах сучасних українських поетів та українському фольклорі. На 2012 рік «Їжак» — це частина українсько-американського музичного проекту, який існує вже майже 20 років і об'єднує музикантів США та України.
У піснях «Їжак» звертається до текстів Богдана-Ігоря Антонича, Юрія Андруховича, Івана Малковича, Віктора Неборака, Костянтина Москальця, Івана Франка та інших. У складі гурту на ранньому етапі виступали також учасники «Мертвого Півня» і «Плачу Єремії».

## Історія гурту
«Їжака» заснував Марко Андрейчик у 1995 р. Перший альбом під назвою «Светер», записаний на студії «Галвокс», вийшов у 1996 р. У записі альбому взяли участь музиканти «Мертвого Півня» і «Плачу Єремії»: Олег «Джон» Сук, Тарас Чубай, Сашко Каменецький, Ярина Якуб'як, Роман Чайка, Місько Барбара і Любко Футорський.
Другий альбом гурту «Вулканізація», записаний у тому ж складі, вийшов у 1998 р. на «Студії Лева» за підтримки «Дзиґи». Назва альбому пов'язана із табличками «Вулканізація» на дорогах. Марку, який виріс поза межами України, ці таблички видавались дивними і цікавими. Сам альбом символізує шлях. Після випуску альбому «Їжак» дав кілька концертів у різних містах України. Після того, як у 1999 р. Марко Андрейчик і Ярина Якуб'як одружились і виїхали до Канади, гурт тимчасово призупинив свою діяльність.
«Їжак» знову активізувався улітку 2005 р., коли Марко разом з частиною минулих учасників гурту почали працювати над новим альбомом у Львові. До гурту в цей момент приєднався ще один учасник «Плачу Єремії» — ударник Андрій Надольський. Альбом під назвою «ХмаріПара», записаний на «Студії Лева» і київській студії Тараса Чубая, вийшов у 2006 р.
З 2007 р. «Їжак» продовжує існувати у Філадельфії за участю тамтешніх музикантів, і протягом кількох років концертує. Згодом настає чергова кількарічна перерва, після якої Їжак відродився з програмою «Crossing Дунай», з якою провів виступи у Львові і в Польщі. Після повернення до Філадельфії музиканти готують випуск студійної версії «Crossing Дунай».

## Склад гурту
- Марко Андрейчик — гітари, вокал
- Ярина Якуб'як — клавішні, вокал, перкусія
- Роджер Бодайн — бас
- Крищин Гейс — барабани

## Дискографія
- Светер (1996)
- Вулканізація (1998)
- ХмаріПара (2006)